# انتخابات الرئاسة الأمريكية 1812
الانتخابات الرئاسية الأمريكية 1812 هي الانتخابات الرئاسية الأمريكية التي جرت في 1812، لانتخاب رئيس الولايات المتحدة، فاز بالانتخابات جيمس ماديسون.

## المرشحين
| المرشح       | الحزب | عدد الأصوات |
| ------------ | ----- | ----------- |
| جيمس ماديسون |       |             |